# Slovio nyelv
A slovio mesterséges nyelv, amely a mai ismert szláv nyelvek elemeiből és nyelvtanából kiindulva olyan nyelv kíván lenni, amelyet a Földön szláv nyelveken beszélő mintegy 400 millió ember könnyedén képes elsajátítani. Tervezője Mark Hučko.
A slovio nyelv mellőzi a diakritikus jeleket, ezeket 'X' hozzáadásával kettős betűként használja  (például Č betű helyett CX), de lehetőséget ad a cirill írással való jelölésre is.
A nyelvtan szándékosan egyszerű, gyakorlatilag több szláv nyelv keveréke. Például az oroszban csökevényes létigét a cseh, lengyel, szlovák stb. nyelvhez hasonlóan tartalmazza, viszont a számneveket nem ragozza.
A szókincs jelentős részben az orosz nyelvre épül.

## Ábécé
A slovio ábécé:
| Latin betűs változat                      | a | b | c | cx | d | e | f | g | gx  | h | hh | i | j | k | l | m | n | o | p | q | r | s  | sx | t | u | v | wx  | z | zx |
| Cirill betűs változat                     | а | б | ц | ч  | д | е | ф | г | дж  | х |    | и | й | к | л | м | н | о | п |   | р | с  | ш  | т | у | в | щ   | з | ж  |
| Az összetett betűk mellékjeles megfelelői |   |   |   | č  |   |   |   |   | dž  |   |    |   |   |   |   |   |   |   |   |   |   |    | š  |   |   |   | šč  |   | ž  |
| Magyar megfelelő                          | a | b | c | cs | d | e | f | g | dzs | h |    | i | j | k | l | m | n | o | p |   | r | sz | s  | t | u | v | scs | z | zs |

## Lásd még
- Szláv nyelvek
- Interszláv nyelv

## Külső hivatkozások
- A nyelv honlapja (slovio és angol nyelvű)
- Vélemények a SLOVIO-ról – a slovio.com-ról, egy eszperantista és egy soknyelvű részéről (Brain Storming blogja)
- Tilman Berger: Vom Erfinden slawischer Sprachen Archiválva 2013. október 31-i dátummal a Wayback Machine-ben. In: Miloš Okuka u. a. (Hrsg.): Germano-slavistische Beiträge. Festschrift für Peter Rehder zum 65. Geburtstag. Sagner, München 2004, ISBN 3-87690-874-4, (Die Welt der Slaven Sammelbände 21).
- Cornelia Mannewitz: Sprachplanung im Internet. Das Projekt Slovio. In: Fiedler, Sabine (Hg.): Esperanto und andere Sprachen im Vergleich. Beiträge der 18. Jahrestagung der Gesellschaft für Interlinguistik e. V., 21. - 23. Nov. 2008, in Berlin. S. 157 - 164
- Tilman Berger, Panslavismus und Internet Archiválva 2013. október 31-i dátummal a Wayback Machine-ben, 2009, pp. 25-29, p. 33. (németül)
- Katherine Barber, Old Church Slavonic and the 'Slavic Identity' (PPT Archiválva 2010. június 7-i dátummal a Wayback Machine-ben / PDF).  University of North Carolina at Chapel Hill.
- Langmaker.com
- Języki, które mają zrozumieć wszyscy Słowianie    (lengyelül)
- Život 2/2005 (Szlovák magazin)
- Extraplus, 2004. október (Szlovák magazin)
- Tilman Berger, Potemkin im Netz Archiválva 2013. október 31-i dátummal a Wayback Machine-ben 2009. (németül)
- Slovio Book Publisher
- Slovio könyváruház
- F5, Orosz magazin, 20 (62),07.06.10–13.06.10, p.22.